# ГЕС Gammelänge
ГЕС Gammelänge — гідроелектростанція у центральній частині Швеції. Розташована між ГЕС Krångede (вище по течії) та ГЕС Hammarforsen, входить до складу каскаду на одній з найважливіших річок країни Індальсельвен (знаходиться на ділянці її нижньої течії після виходу з озера Стуршен).
Річку перекрили греблею висотою 25 метрів та довжиною 450 метрів. Інтегрований у греблю машинний зал в 1944—1947 роках обладнали трьома турбінами типу Каплан загальною потужністю 66 МВт. Згодом цей показник збільшили до 78 МВт, для чого, зокрема, здійснили гідротехнічні роботи, що поліпшили умови для руху води. Вона після проходження гідроагрегатів потрапляє у відвідний канал довжиною 750 метрів, який тягнеться паралельно річці до злиття з нею. Наразі обладнання станції, що працює при напорі у 19 метрів, здатне виробляти 496 млн кВт-год електроенергії на рік.
У 2012 році розпочали проект з відновлення двох гідроагрегатів, для чого залучили чеську компанію ČKD Blansko.